# Plattner-Hof

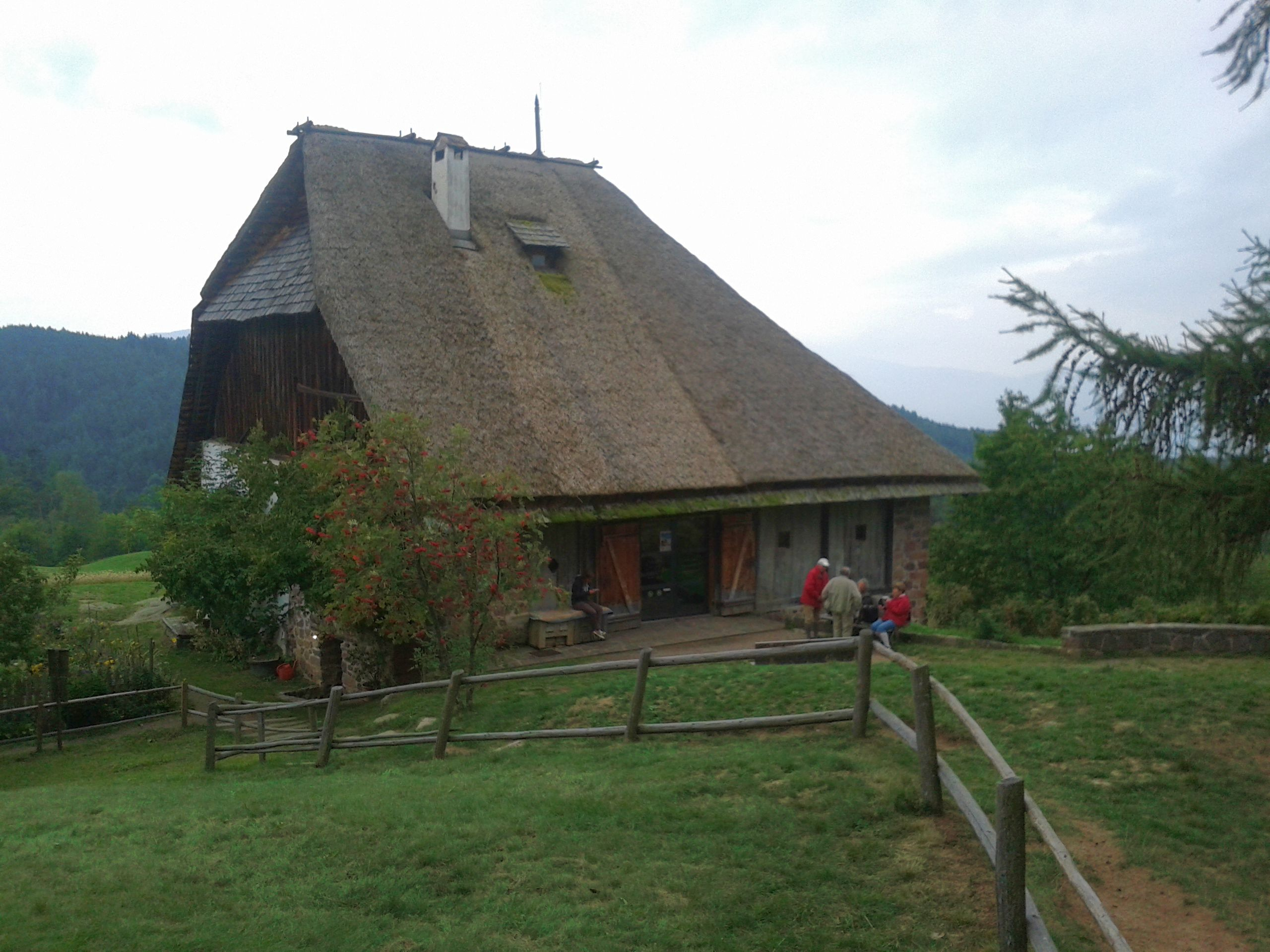
Der Plattner-Hof in Wolfsgruben

Der Plattner-Hof, ein Einhof, zählt zu den ältesten Bauernhöfen in Südtirol und dient heute vor allem als Museum.
Der Plattner-Hof liegt auf dem Ritten, in der Fraktion Wolfsgruben der Gemeinde Ritten oberhalb von Bozen. Der Hof wurde 1406 ersturkundlich genannt. Bis 1975 wurde das kombinierte Wohn- und Stallgebäude bewohnt; es verfügte bis dahin weder über einen Stromanschluss noch über eine öffentliche Wasserversorgung.
In den 1980er Jahren erwarb und sanierte die Familie Grimm den Hof. Im Kellergewölbe und im Stall ist ein Imkereimuseum untergebracht.
Der Name des Hofes leitet sich von jener Felsplatte (Mundart: Plattn) ab, auf dem der Hof errichtet ist.